# Model z analogii
Model z analogii (model precedensu sądowego z analogii) – pojęcie systemu common law, polega na założeniu, że dotychczas podjęte decyzje sądowe oddziałują na decyzje sądowe, jakie podejmowane są obecnie i w przyszłości, przez analogię. Oznacza to, że ilekroć podobieństwo między sprawą obecnie rozpoznawaną a sprawą rozpoznaną w przeszłości jest istotne, tylekroć powinno się w tej sprawie wydać taką samą decyzję jak poprzednio.
Model precedensu z analogi (ang. the model from particular analogy) może przybierać zasadniczo dwie postacie:
- faktualną – decydujące jest w niej podobieństwo, jakie tkwi w całokształcie okoliczności faktycznych porównywanych spraw, lub podobieństwo, jakie oparte jest na rozumowaniu intuicyjnym albo emocjach tudzież rezultacie pożądanym w sprawie obecnie rozstrzyganej,
- racjonalną – która zasadza się na racjonalnym uzasadnieniu tego, jak została rozstrzygnięta poprzednia sprawa, i podobieństwie faktów, jakie są istotne w świetle tego uzasadnienia[1].

W modelu precedensu z analogii czasem postuluje się, by dochodzić do ostatecznej konkluzji za pośrednictwem tzw. reguły analogii, jaka obejmuje swoim zakresem obie uznane za istotnie podobnie sprawy i jaka nadaje się do zastosowania w tych sprawach drogą dedukcji. Ponadto częstym zjawiskiem jest tu tzw. konkurencja analogii, a więc stan, w którym sprawa obecnie rozstrzygana jest podobna do większej liczby spraw rozpoznanych w przeszłości, w jakich wydano odmienne wyroki (rozstrzygnięcia), i w którym trzeba ustalić na podstawie której z takich spraw ma zostać rozstrzygnięta ta sprawa. 
Model precedensu z analogii jest modelem alternatywnym dla koncepcji tzw. the rule model. Występuje on też głównie w Stanach Zjednoczonych, rzadziej w Wielkiej Brytanii, a jeszcze rzadziej w systemach prawa kontynentalnego. Można też doszukiwać się jego przejawów w sposobach definiowania amerykańskiego holding, jakie stanowi odpowiednik brytyjskiego ratio decidendi i jakie jest zorientowane bardziej na stan faktyczny, jaki miał miejsce w precedensowej sprawie, i zapadłe w tym stanie rozstrzygnięcie. 